# Abasse Ndione

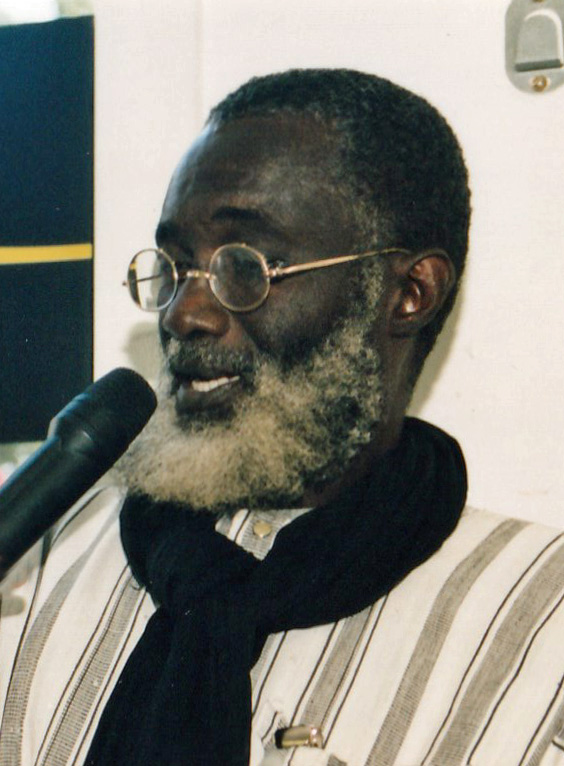
Abasse Ndione am Festival international de géographie 2000

Abasse Ndione, eigentlich Serigne Abasse Ndione (* 16. Dezember 1946 in Bargny, Senegal; † 25. Januar 2024 ebendort) war ein senegalesischer Schriftsteller, der vor allem als Romancier und Drehbuchautor tätig war.

## Leben und Wirken
Abasse Ndione kam in einem kleinen Fischerort in der Nähe von Dakar auf die Welt. Er besuchte zunächst eine Koranschule, später eine französische Schule und wurde an einer Pflegeschule ausgebildet und war von 1966 bis zu seiner Pensionierung als Kindergärtner tätig.
Ndione war verheiratet und Vater von sieben Kindern. Die öffentliche Mediathek von Bargny trägt seinen Namen. Bis zu seinem Tod lebte er in Rufisque.
Abasse Ndione starb am 25. Januar 2024 im Alter von 77 in seinem Heimatort. Beigesetzt wurde er ebenfalls in seinem Heimatort Bargny.

## Werk und Schreiben
Vor allem in Wolof und Französisch schrieb er seine Bücher, die vornehmlich Romane waren. Sein erstes Buch erschien 1984 und wurde 1988 ins Französische übersetzt und erschien bei Gallimard.
Sein Roman Mbëkë mi wurde 2014 im Transit-Verlag als Die Piroge ins Deutsche übersetzt und war bereits 2012 verfilmt worden. Auch sein Roman Ramata ist verfilmt worden. Bei beiden Verfilmungen war er einer der Co-Drehbuchautoren.
In seinem Werk beschäftige er sich mit dem Meer und der Auswanderung junger Leute aus dem Senegal und Afrika im Allgemeinen.

## Werke
- La vie en spirale, Roman, 1984.
- Ramata, Roman, 2000.
- Mbëkë mi, Roman, 2007.